# Георгиј Ситин
Георгиј Николајевич Ситин (рус. Георгий Николаевич Сытин; Ош, Киргистан, Савез Совјетских Социјалистичких Република, 30. август 1921— Москва, 21. новембар 2016) је један од најпознатијих светских лекара и научника у области медицине, психологије и педагогије.
Оснивач је новог научног прваца лечења и подмлађивања, аутор 37 монографија и приручника од 10 томова о оздрављењу који обухватају све огранке медицине. Аутор је успешне методе о оздрављивању и подмлађивању која се у својој основи базира на убеђивању мислима, аутосугестији и снази воље.
Георгиј Николајевич Ситин је четвороструки доктор наука и то доктор из области медицине, психологије, педагогије и филозофије. Притом је члан међународне академије наука као и руске академије наука.

## Дужности и научна звања
- Председник научно-методолошког центра психолошке подршке човека и немедицинског лечења по методу академика Међународне Академије Наука Г. Н. Ситина-Москва
- Академик Међународне Академије Наука - Минхен
- Доктор медицинских наука - Русија
- Доктор психолошких наука - Русија
- Доктор педагошких наука - Русија
- Доктор филозофских наука - Русија
- Доктор филозофије - Брисел
- Гранд доктор филозофије - Белгија
- Професор по специјалности: "социологија медицине" - Русија
- Носилац ордена "Наука-Образовање-Култура" - Белгија
- Председник међународног универзитета Георгија Ситина - Брисел-Москва-Њујорк
- Члан научног савета и президијума V, VI, и VII Сверуског конгреса "Професија и здравље"
- Шеф Катедре за рехабилитацију психосоматског здравља људи различитих година Московског института медицинско-соцјалне рехабилитације[2]

## Примери лековите аутосугестије
- С блиставошћу муње видим себе на крају текуће године као здравијег, окрепљеног, високо развијеног, младог лепотана-јунака пуног здравља и снаге.
- Сваким даном повећава се моја радна способност у области рада на себи.
- С блиставошћу муње видим својим унутрашњим погледом: појава нових ћелија рака је немогућа.
- Цело моје физичко тело је као при рођењу невино исправно, као при рођењу невино исправно.[3]

## Занимљивости
Ситин се први и једини пут оженио тек у 66. години а у 68. је добио ћерку, у 70. сина.
У Москви свакодневно у свом салону држи бесплатне сеансе са пацијентима са најразличитијим обољењима и кроз његов салон до сада је прошло близу 10.000 људи.
Приликом избора Г. Н. Ситина на Међународном конгресу у Минхену, за академика Међународне академије наука чувени научник Карл Гехт је рекао: "Ми за активног члана академије бирамо класика светске психо-терапије, аутора најефикаснијег психотерапеутског метода, који ће неизбежно постати главни метод у целој светској психотерапеутској пракси и широко ће се примењивати у свим областима медицине“.
Према закључку научника из Руске академије медицинских наука, биолошки узраст 92-годишњег Ситина је 30-40 година и подмлађивање се продужава.